# Edward Snowden
Edward Joseph "Ed" Snowden, född 21 juni 1983 i Elizabeth City, North Carolina, är en amerikansk  visselblåsare och tidigare CIA-anställd som arbetat som konsult åt USA:s signalunderrättelsestjänst National Security Agency. Snowden läckte sekretessbelagda dokument som påvisade existensen av storskaliga och topphemliga övervakningsprojekt såsom PRISM och Boundless informant (gränslös informant). Han har även läckt dokument som han menar visar på att USA och Storbritannien bedriver hackingattacker riktade mot datorer över hela världen, bland annat mot delegaterna på G20-mötet i London 2009, samt i Hongkong och fastlands-Kina. Snowden överlämnade dokumenten till tidningarna The Guardian och The Washington Post i juni 2013. I december 2014 tilldelades Snowden Right Livelihood Award (som ibland kallas "det alternativa nobelpriset").

## Biografi
Edward Snowden föddes i Elizabeth City i North Carolina och växte upp i Wilmington, North Carolina. Hans far, Lonnie Snowden, boende i Pennsylvania, var officer i USA:s kustbevakning, och hans mor, boende i Baltimore, Maryland, är kontorist vid en federal domstol.

## Underrättelseavslöjandena

### Flykten
Snowden flydde till Hongkong och sedan vidare till Moskva med ryska Aeroflot, där han landade den 23 juni 2013 och blev upphämtad av en diplomatbil som troligen tillhörde Ecuador. Snowden har fått hjälp av organisationen Wikileaks och dess grundare Julian Assange. Efter att ha blivit nekad asyl av ett flertal länder, däribland Island, erbjöd Venezuela Snowden asyl den 6 juli 2013. Den 1 augusti 2013 rapporterade massmedia att Snowden beviljades asyl i Ryssland i ett år. Hans uppehållstillstånd utfärdades 31 juli 2013 och gällde fram till 31 juli 2014 med möjlighet till förlängning. Samma dag lämnade Snowden flygplatsen tillsammans med WikiLeaks representant Sarah Harrison. Han befinner sig enligt sin advokat på hemlig ort.

### Reaktioner
Efter Snowdens avslöjanden var det tänkt att EU och USA skulle diskutera anklagelser om amerikanskt spioneri mot europeiska institutioner och länder, men Sverige som enda EU-land tillsammans med Storbritannien blockerade dessa samtal genom att lägga in sitt veto. Representanter för Litauen, för tillfället EU:s ordförandeland, kontaktade Sveriges utrikesminister Carl Bildt för att få honom att ändra uppfattning men utan någon framgång.
De amerikanska myndigheterna och inflytelserika politiska representanter, både från det Republikanska och det Demokratiska partiet, reagerade mycket fientligt på Snowdens handlande. Representanthusets talman John Boehner liksom ordföranden i Senatens underrättelseutskott Dianne Feinstein stämplade honom öppet i media som en förrädare. Tidigt kom krav på att han skulle utlämnas från Hongkong trots att utlämningsavtalet innehöll undantag för politiska brott. Obamaadministrationen utövade kraftfulla påtryckningar mot länder världen över för att inte ta emot Snowden efter resan från Hongkong men tvingades garantera att man inte tänkte tortera eller döma honom till döden i ett försök att få honom utlämnad från Ryssland, vilket emellertid misslyckades.
Mario Vargas Llosa, 2010 års Nobelpristagare i litteratur, kritiserade Snowden och menade att han inte alls var en frihetshjälte utan att han genom att fly motverkat den frihet och demokrati som han säger sig försvara och gjort sig "till ett instrument för auktoritära och totalitära regimer som utnyttjar honom för att angripa 'imperialismen'." År 2013 lades ett förslag till resolution fram på Transparency Internationals årliga möte om att erbjuda "ett omfattande skydd för visselblåsare från alla former av repressalier runt om i världen och ett slut på åtalet mot Edward J Snowden". Men när resolutionen senare antogs hade uttalandet om Snowden tagits bort liksom uttalandet om omfattande skydd.
Den 13 juli 2013 blev det offentligt att Stefan Svallfors, professor i sociologi vid Umeå universitet, nominerat Edward Snowden till Nobels fredspris 2013.
Vid en utfrågning i EU-parlamentet den 5 september 2013 om den amerikanska avlyssningsaffären anklagade den brittiska journalisten Duncan Campbell svenska Försvarets radioanstalt (FRA) för att ha ett nära samarbete med de brittiska och amerikanska underrättelsetjänsterna, bland annat genom att övervaka internettrafik i Östersjöns undervattenskablar. Enligt Campbell visar dokument som Snowden har läckt att Sverige, under kodnamnet SARDINE, är den viktigaste samarbetspartnern vid sidan av de engelskspråkiga länderna.

## Asyl i Ryssland
Sedan Snowden fick asyl i Ryssland har han av amerikanska politiker anklagats för att vara rysk spion, något som han själv beskrev som absurd smutskastning och inte heller har bevisats enligt FBI. Snowden förklarade i en intervju med tyska Norddeutscher Rundfunk i januari 2014 att om han skulle återvända till USA skulle han utsättas för en skenrättegång, och att amerikanska tjänstemän har uttryckt sin önskan att se honom död. I intervjun framkom att hans kontakt med utländska media var känslig då han var rädd för att bryta mot asylvillkoren. Snowden stannade i Ryssland  och 2020 ansökte han, tillsammans med sin gravida fru, om ryskt medborgarskap. I september 2022 undertecknade den ryska  presidenten Vladimir Putin ett dekret som beviljade Snowden ryskt medborgarskap.